# Taiyutyla curvata
Taiyutyla curvata är en mångfotingart som beskrevs av Loomis och Schmitt 1971. Taiyutyla curvata ingår i släktet Taiyutyla och familjen Conotylidae. Inga underarter finns listade i Catalogue of Life.